# Guillaume Cousin
Pour les articles homonymes, voir Cousin.
Guillaume Cousin, né le 1er avril 1707 à Pont-Audemer où il est mort le 19 juillet 1783, est un sculpteur français.
Il est issu d'une famille de sculpteurs, son oncle Jean Cousin jouissait d'une certaine notoriété. Il fut élève de Nicolas Coustou et ami de Jean-Baptiste Pigalle. Il réalisa notamment des sculptures pour la façade méridionale du palais royal de Stockholm. 
En 1737, l'envoyé suédois à Paris, le baron von Giedda, signe un contrat avec Antoine Bellette pour l'employer au palais de Stockholm, reconstruit quelques années plus tôt, et il y arrive la même année. En 1740, il se rend en France, mais revient à Stockholm en 1741 et y reste jusqu'au printemps 1745. Il retourne cependant dans son pays d'origine peu de temps après. En 1741, il réalise un groupe, Enigheten, pour le Reichstag et, en 1743, des plâtres pour la chapelle du palais.
Il est très probable qu'il soit également le maître de plusieurs autres pièces décoratives du Panthéon. Cousin a également laissé quelques bustes, par exemple celui d'Adolf Fredrik (1744, château de Drottningholm). En outre, il a exécuté les cariatides colossales de la façade ouest du palais de Stockholm dans le style baroque lourd, ainsi que les médaillons royaux qui les surmontent. L'œuvre de Cousin, en particulier les bustes, révèle une main exercée et naturelle. Cependant, il a été éclipsé par son talentueux compatriote Jacques-Philippe Bouchardon, arrivé en Suède en 1741. Cousin est représenté au musée d'art de Göteborg, entre autres.
Revenu à Pont-Audemer (où une rue porte son nom), il y mourut de la goutte.

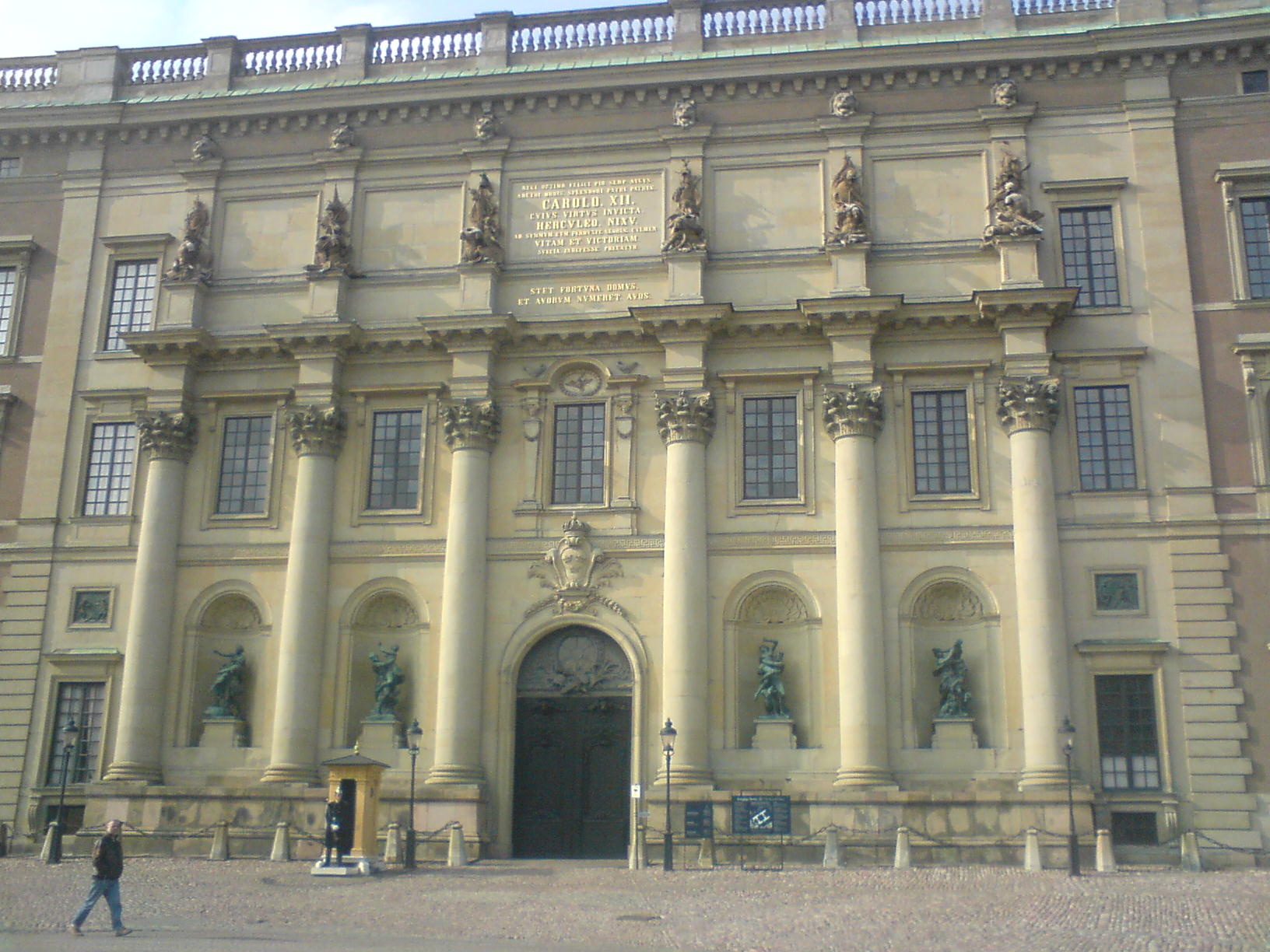
Portique du Palais royal de Stockholm.

## Œuvres
- Buste de Marie Leczinska[4], musée Alfred-Canel de Pont-Audemer
- Buste de Louis XV[5] musée Alfred-Canel.
- Projet pour une fontaine monumentale[6] musée Alfred-Canel.